# Midlum (Alsó-Szászország)
Midlum község Németországban, Alsó-Szászországban, a Cuxhaveni járásban. Lakosainak száma 1730 fő (2023. december 31.).